# Dave Walker (Freestyle-Skier)
David „Dave“ Walker (* 28. Juni 1964 in Thunder Bay, Ontario) ist ein ehemaliger kanadischer Freestyle-Skier. Er war auf die nicht mehr ausgetragene Disziplin Ballett (Acro) spezialisiert und gewann zwei Bronzemedaillen bei Weltmeisterschaften. Im Weltcup gelangen ihm 16 Podestplätze.

## Biografie
Dave Walker gab am 11. Dezember 1984 im Ballett von Tignes sein Debüt im Freestyle-Skiing-Weltcup. Während seiner ersten Weltcup-Saison bestritt er auch Rennen auf der Buckelpiste, kam dabei aber nie über Rang 22 hinaus. In seinem zweiten Winter klassierte er sich konstant unter den besten zehn und erreichte als Dritter in Breckenridge seinen ersten Podestplatz. Bei den ersten Weltmeisterschaften in Tignes wurde er Fünfter. 1986/87 belegte er mit drei dritten Plätzen auch in der Ballett-Disziplinenwertung erstmals Rang drei. In Inawashiro gelang ihm ein Jahr später der erste von insgesamt vier zweiten Plätzen im Weltcup. Bei den Olympischen Winterspielen von Calgary, wo Freestyle-Skiing erstmals mit Demonstrationswettbewerben vertreten war, belegte er Rang zwölf.
Im Rahmen der Weltmeisterschaften 1989 am Oberjoch gewann er hinter Hermann Reitberger und Lane Spina die Bronzemedaille. Seine erfolgreichste Saison hatte er zwei Jahre später, als er sich mit fünf Podestplätzen erneut Rang drei der Disziplinenwertung sicherte. Zudem wiederholte er bei den Weltmeisterschaften in Lake Placid seinen Medaillengewinn. Nachdem die Olympischen Spiele in Albertville mit einem weiteren zwölften Platz enttäuschend verlaufen waren, beendete Walker im März 1992 seine aktive Laufbahn im Leistungssport.

## Erfolge

### Olympische Spiele
- Calgary 1988: 12. Ballett (Demonstrationswettbewerb)
- Albertville 1992: 12. Ballett (Demonstrationswettbewerb)

### Weltmeisterschaften
- Tignes 1986: 5. Ballett
- Calgary 1988: 12. Ballett
- Oberjoch 1989: 3. Ballett
- Lake Placid 1991: 3. Ballett

### Weltcupwertungen
| Saison  | Gesamt | Gesamt | Moguls | Moguls | Ballett | Ballett |
| Saison  | Platz  | Punkte | Platz  | Punkte | Platz   | Punkte  |
| ------- | ------ | ------ | ------ | ------ | ------- | ------- |
| 1984/85 | 35.    | 15     | 50.    | 6      | 11.     | 96      |
| 1985/86 | 25.    | 21     | –      | –      | 5.      | 103     |
| 1986/87 | 14.    | 22     | –      | –      | 3.      | 135     |
| 1987/88 | 14.    | 22     | –      | –      | 5.      | 157     |
| 1988/89 | 15.    | 22     | –      | –      | 5.      | 151     |
| 1989/90 | 20.    | 21     | –      | –      | 6.      | 124     |
| 1990/91 | 14.    | 22     | –      | –      | 3.      | 201     |
| 1991/92 | 19.    | 21     | –      | –      | 6.      | 170     |

### Weitere Erfolge
- 4 kanadische Meistertitel (Ballett 1985, 1987, 1989 und 1991)[2]